# 川田模型
株式会社川田模型（かわだもけい）は、ラジオコントロールモデルを製造・販売する模型メーカーである。本社所在地は愛知県豊橋市。

## 概要
自動車のラジオコントロールモデルを主力とする。
特徴として、通常のメーカーは過去に生産販売した車両の補修パーツの販売は生産中止からある程度の年数が経過すると販売を中止するが、川田模型では創業当時のRX430を始め、過去に販売したキットの補修パーツなどを80％の割合で在庫し販売している。
これは川田滋社長の「長くユーザーに使って貰いたい」という方針からで、同社製品を長く使っているファンユーザーも存在する。

## 代表的な商品
- 1/10スケール[2]

SV-10シリーズ1/10スケールツーリングカーモデル、同基本設計のドリフトパッケージも存在。
- 1/12スケール

RX430（ウルフ）1/12スケールのラジオコントロールカーキット、チェーンドライブで2WDと4WDの切り替えが可能。同シャーシを使用したポルシェ911カレラのキットも存在。

M300シリーズ1/12スケールのレーシングラジオコントロールカー、M300、RS、Z、RSR、X、とレースデーターを元に進化、同シャーシと基本構造を同じとした入門者モデルM300GTも存在。
M300FX3フロントサスに小型チューブダンパーを装備した『SDSフロントエンド』を初採用した。
M300FX42016年12月発売のハイエンドモデル。ステアリングにはミニサーボを使用。ホイールベースは200mm。サーボ取付け位置は通常・前載せ・フローティングの3通りから選択可能でオプションのジュラルミンシャーシ（A7075-T6）にするとフローティングと前載せの2通りになる。::
　　　　　　　　　　　　　　

M300GTシンプルな構造で入門者向け。スポンジタイヤではなくゴムタイヤを採用し、ホイールベースはミニシャーシと同じ210mmとしてリリースされた。
M300GTRカーボンシャーシ仕様
M300GT-Link2015年1月発売。カーボンシャーシにSDSフロントエンドを採用。ホイールベースは7.5mm刻みで212～242mmの範囲で変更可能。
M300GT2
　新設計によりM300GTから完全に進化、フロントにシンプルな初期M300と同様のエリオットサスを搭載
M300GT2R
　カーボンシャーシ仕様

M300SR
　1/12DDのエントリーモデルとして設計、基本コンセプトをM300GT2と同様にし、
　1/12レーシングカーと同様のスポンジタイヤ使用が可能
- 1/24スケール

M24トリップメイト1/24スケールの手のひらサイズラジオコントロールカー。ホイールベースとトレッドが可変できるため、他社製の同スケールのプラモデルのボディを、少しの加工で搭載することが出来るようになっている。

## 沿革
- 1980年10月 豊田市に開店[3]
- 1985年04月 1/12サイズの電動カーシャーシキット「RX430」を発売
- 1987年10月 1/12レーシングカー「M300」を発売
- 1995年12月 所在地を愛知県豊橋市に移した
- 1996年12月 1/24スケールRCカー「M24トリップメイト」を発売
- 1998年04月 1/10 ツーリングカー「SV10」を発売
- 2012年07月 1/10 DDツーリングカー「M500GT」発売
- 2015年04月 1/10 フォーミラー「F500」発売
- 2020年03月 1/12 DD 「M300GT2」発売
- 2022年07月 1/12 DDエントリーモデル「M300SR」発売

## レース活動
JMRCA全日本選手権などレース活動への参加も積極的で、川田滋社長も過去に全日本選手権で好成績をのこしている。
過去に川田模型の車両を使い上位入賞をした選手
- 川田 滋　*1987 全日本選手権　2位
- 水越康之　*1987 全日本選手権　3位
- 村井正順 ＊1992 全日本選手権 ５位
- 滝沢 豊　＊2000 全日本選手権　３位
- 大戎勝巳 ＊2018 全日本選手権 ５位、2019 全日本選手権 ５位
- 堀 正宏
- 林 厚志
- 新井信博＊2006 全日本選手権　３位
- 飯塚幸司　現：TN-RACING代表(ババンゴ)
- 小柳津将之　現：トヨカワホビー代表
- 清水昭博 ＊2015/2016 IRCC TQ&優勝
- 菊地　剛
- 井上卓也 ＊2014 IRCC TQ&優勝
- 福岡真 ＊2010 全日本選手権　３位
- 樺沢信幸
- 清水 健一＊2017 全日本選手権 TQ＆2位
- 林　裕之
- 安藤昌光
- 福岡征一郎 ＊2018 全日本選手権 TQ＆優勝
- 原田 健
- 村井一磨
- 原田純一